# Cotoneaster turbinatus
Cotoneaster turbinatus är en rosväxtart som beskrevs av William Grant Craib. Cotoneaster turbinatus ingår i släktet oxbär, och familjen rosväxter. Inga underarter finns listade i Catalogue of Life.